# Scutopus robustus
Scutopus robustus es una especie de molusco caudofoveado de la familia Limifossoridae. Generalmente no supera los 10 mm de longitud. Se distribuye por el océano Atlántico y el mar Mediterráneo, encontrándose en fondos profundos fangosos del sublitoral entre 200 y 3500 m de profundidad.